# Traitement néoadjuvant
Un traitement néoadjuvant est un traitement préalable au traitement principal. Le plus souvent, le but d'un traitement néoadjuvant est de réduire la taille d'une tumeur afin de faciliter une opération chirurgicale ou une radiothérapie. Une chimiothérapie, une immunothérapie ou une hormonothérapie peuvent être des traitements néoadjuvants.
Un exemple est l'hormonothérapie néoadjuvante avant une radiothérapie radicale pour un adénocarcinome de la prostate. La thérapie néoadjuvante vise à réduire la taille ou l'étendue du cancer avant de recourir à une intervention thérapeutique radicale, ce qui permet à la fois de faciliter les procédures et d'augmenter les chances de réussite et de réduire les conséquences d'une technique de traitement plus étendue, qui serait nécessaire si la tumeur n'était pas réduite en taille ou en étendue.
Une thérapie systémique (chimiothérapie, immunothérapie ou hormonothérapie) ou la radiothérapie est couramment utilisée dans les cancers localement avancés, les cliniciens prévoyant une opération à un stade ultérieur, comme dans le cas du cancer du pancréas. L'utilisation d'une telle thérapie peut réduire efficacement la difficulté et la morbidité d'interventions plus importantes.
L'utilisation de la thérapie peut faire passer une tumeur du stade « non traitable » au stade « traitable » en réduisant son volume. Souvent, on ne sait pas distinguer précisément les structures environnantes directement impliquées dans la maladie et celles présentant de simples signes d'inflammation. L'administration d'une thérapie néoadjuvante permet souvent de faire la distinction. Certains médecins administrent la thérapie dans l'espoir d'observer une réponse leur permettant de décider de la meilleure marche à suivre. Dans certains cas, l'imagerie par résonance magnétique peut prédire la réponse d'un patient à un traitement néoadjuvant, comme par exemple la mesure du kurtosis de diffusion apparent dans le cas du cancer séreux de l'ovaire de haut grade.
La thérapie néoadjuvante ne convient pas à tous les patients du fait de sa toxicité. Certains patients peuvent réagir sévèrement au point de rendre impossible les traitements attendus.